# Martin Kers
Martin Kers (Rijsoord, 8 april 1944) is een Nederlandse landschapsfotograaf. Zelf geeft hij er de voorkeur aan buitenfotograaf te worden genoemd.
Kers volgde aan de Academie van Beeldende Kunsten Rotterdam een opleiding tot tekenaar en begon zijn loopbaan als ontwerper bij een reclamebureau in Schiedam. Later kreeg hij opdrachten voor het illustreren van boeken en tijdschriften.

## Loopbaan
Zijn loopbaan als fotograaf begon in 1979. Voor kranten en tijdschriften reisde Kers de wereld over, maar de manier waarop hij het Nederlandse landschap in beeld bracht maakte hem pas echt bekend. Kers legde zich erop toe het 'gewone' als bijzonder weer te geven.
Een van zijn eerste boeken, het Hollandboek (1988), mag als werkelijke doorbraak beschouwd worden. Er verschenen verscheidene herdrukken (1990, 1998, 2000), en er bestaan anderstalige uitgaven van. Ondertussen verschenen er met een regelmaat van ongeveer een nieuw fotoboek per jaar, twee dozijn titels van zijn hand, vertalingen niet meegerekend.
Ook publiceerde Kers een aantal fotokalenders. Jaarlijks verschijnen er daarvan een vijftal verschillende, die wereldwijd worden verspreid. Zo verschenen voor 2009 'Art of Nature' (natuurkunst), 'Colourful' (kleurrijk), 'Holland', 'Landschappen' en 'World Heritage' (werelderfgoed).

## Fotoboeken
- 1985 : Martin Kers : natuurfotograaf Nijkerk : Callenbach. [26] bl. : ill. ; 33 x 43 cm + Losse bladen en een lijst in doos. ISBN 90-266-0058-5.
- 1987 : Natuurlijk Nederland Zutphen : Terra. 118 p. : ill., foto's. ; 22x22 cm. ISBN 90-6255-322-2 geb.
- 1988 : Holland Alphen aan den Rijn : Atrium. 123 p. : foto's. ; 33 cm. ISBN 90-6113-289-4 geb.
- 1988 : Hollandboek : fotografische impressies van Holland Zutphen : Terra. 144 p. : foto's. ; 30 cm. ISBN 90-6255-354-0
- 1990 : Kijken naar het weer. Met tekst van Marijke Kers. Kampen : La Rivière & Voorhoeve. 160 p. : foto's. ; 30 cm. ISBN 90-6084-795-4 geb.
- 1993 : Kijken naar het weer — Alphen aan den Rijn : Atrium (i.o.v. ICOB). 160 p. : foto's. ; 30 cm. ISBN 90-6113-671-7 geb.
- 1991 : Natuur in Holland : natuurmonumenten in beeld Zutphen : Terra. 157 p. : ill., foto's, krt. ; 30 cm. ISBN 90-6255-470-9 geb. (in samenwerking met Vereniging tot Behoud van Natuurmonumenten).
- 1991 : Amsterdam : fotografische impressies = Photographic impressions Wormer : Inmerc ; Laren : Schipper Art. 143 p. : foto's. ; 30 cm. ISBN 90-6611-192-5 geb. (Nederlandse en Engelse tekst. Met gedichten van Willem Wilmink, in het Engels vertaald door Ann Lavelle).
- 1992 : "Europese kusten : fotografische impressies" Wormer : Inmerc ; Laren : Schipper Art. 192 p. : ill., foto's. ; 30 cm. ISBN 90-6611-382-0 geb. (tekst: Ethel Portnoy; vert. teksten uit het Engels: Babel)
- 1994 : Landschappen in Nederland Wormer : Inmerc. 159 p. : foto's. ; 30 cm. ISBN 90-6611-393-6 geb.
- 1995 : Holland in beweging met medewerking van Marijke Kers (tekst). Warnsveld : Terra. 144 p. : foto's. ; 30 cm. ISBN 90-6255-635-3 geb.
- 1996 : Natuur in beeld : natuurmonumenten in Holland — Warnsveld : Terra; 's-Graveland : Vereniging Natuurmonumenten. tekst: Marijke Kers; vervolg op: Natuur in Holland 155 p. : foto's. ; 30 cm. ISBN 90-6255-630-2 geb. (2e dr 1999)
- 1998 : Rotterdam : fotografische impressies = photographic impressions tekst: Jaap Vissering ; vert.: Babel ; eindred.: Inmerc. Wormer : Inmerc. 143 p. : foto's. ; 30 cm. ISBN 90-6611-215-8 geb. (tekst in het Nederlands en het Engels).
- 1998 : Nederland waterland : de waterhuishouding van Nederland Tekst: Marijke Kers. Warnsveld : Terra. 144 p. : ill. ; 30 cm. ISBN 90-6255-830-5 geb.
- 1999 : Hollandse huizen : verhalen over de mooiste huizen in Holland
- 2000 : Haarlems licht
- 2001 : Verrassend landschap : 12 provinciale landschappen in beeld. Tekst: Frans Buissink. Terra | Lannoo
- 2001 : Het Groene Hart. Tekst: Herman Vuijsje. Wormer, Inmerc BV. 144 p. :foto's. ISBN 90 6611 277 8.
- 2001 : De man die bomen plantte
- 2005 : Amsterdam
- 2005 : Rotterdam
- 2006 : De mooiste treinreizen Teksten: Hans Bouman en Henk Bouwman. Arnhem : Terra. 223 p. : foto's. ; 25×31 cm. ISBN 90-5897-607-6 geb., ISBN 978-90-5897-607-9 geb.
- 2008 : Oer : de kracht van kijken Samen met onderwaterfotograaf Willem Kolvoort. Teksten: Arno van Berge Henegouwen, Hans Bouman, Hans Dorrestijn, K. Schippers, Jan Terlouw, Herman Vuijsje, Gerrit Jan Zwier. Deventer : Thieme Art. 176 p. : foto's ; 30×24,5 cm (oblong). ISBN 978-90-78964-19-3 geb.